# Dhāmura
Dhāmura är en ort i Bangladesh. Den ligger i den centrala delen av landet, 90 km söder om huvudstaden Dhaka. Dhāmura ligger 11 meter över havet och antalet invånare är 10 000.
Terrängen runt Dhāmura är mycket platt. Närmaste större samhälle är Gaurnadi, 9,5 km norr om Dhāmura.
Trakten runt Dhāmura består till största delen av jordbruksmark. Runt Dhāmura är det mycket tätbefolkat, med 1 095 invånare per kvadratkilometer.